# Posiołok Mietałłurgow
Posiołok Mietałłurgow (ros. Посёлок Металлургов) – osiedle w Rosji, w obwodzie kemerowskim, w rejonie nowokuźnieckim. W 2010 liczyło 3317 mieszkańców.